# Desde allá
Desde allá (Brasil: De Longe Te Observo ) é um filme venezuelano do gênero drama, lançado em 2015, dirigido e escrito por Lorenzo Vigas. A produção venceu o Leão de Ouro no 72º Festival de Cinema de Veneza. Foi ainda selecionado como representante de seu país ao Oscar de melhor filme estrangeiro em 2017, porém não chegou a ser indicado pela Academia.
A história do filme centra-se em Armando, um homem de meia-idade de classe média que se envolve sexualmente com Élder, um jovem de uma gangue de rua de Caracas.

## Enredo
Armando (Alfredo Castro) é um homem de 50 anos, o dono de um laboratório de próteses dentárias, que mantém uma singular e sigilosa vida sexual. Ele costuma se aproximar de rapazes nas ruas de Caracas para lhes fazer propostas sexuais. O homem oferece dinheiro para que os jovens o acompanhem até sua casa, para que possa se masturbar diante de sua nudez, sem tocá-los ou ser tocado.
Um dia Armando conhece Élder (Luis Silva), um garoto pobre que se sustenta com furtos e com o apoio de uma gangue local, e faz a proposta ao rapaz. Homofóbico, Élder se sente indignado com o convite, mas vê uma chance de se dar bem. O garoto aceita a oferta, porém o encontro termina em violência. Na casa de Armando, Élder o agride e rouba seu dinheiro. É o início de um complexo relacionamento entre eles, já que Armando volta a procurá-lo dias depois.

## Elenco
- Alfredo Castro ... Armando
- Luis Silva ... Élder
- Jericó Montilla ... Amelia
- Catherina Cardozo ... María
- Jorge Luis Bosque ... Fernando
- Greymer Acosta ... Palma
- Auffer Camacho ... Mermelada
- Ivan Peña ... Yoni
- Joretsis Ibarra ... Deysi
- Yeimar Peralta ... Yerlin
- Scarlett Jaimes ... Yuli
- Ernesto Campos ... Kleiber
- Marcos Moreno ... Manuel